# Robert van Gulik
Robert Hans van Gulik (Zutphen, 9 augustus 1910 – Den Haag, 24 september 1967) was een Nederlandse sinoloog en diplomaat. Daarnaast was hij auteur en illustrator van onder andere de Rechter Tie-misdaadromans.

## Biografie
Robert van Gulik bracht een groot deel van zijn jeugd door in Soerabaja en Batavia in het toenmalige Nederlands-Indië. Na terugkeer in Nederland ging hij naar het gymnasium in Nijmegen, waar zijn belangstelling voor vreemde talen en culturen werd aangewakkerd.
Hij studeerde Sanskriet, Chinees en Japans, eerst aan de Universiteit Leiden en later aan de Universiteit Utrecht. In 1935 promoveerde hij cum laude op een proefschrift over Hayagrīva, Hayagrīva, the Mantrayānic Aspect of Horse-Cult in China and Japan.
In 1935 in dienst getreden van het Ministerie van Buitenlandse Zaken maakte hij als diplomaat carrière. Hij woonde en werkte in onder andere China, India en Libanon. In 1958 werd hij ambassadeur in Kuala Lumpur en in 1965 volgde zijn benoeming tot ambassadeur te Tokio.

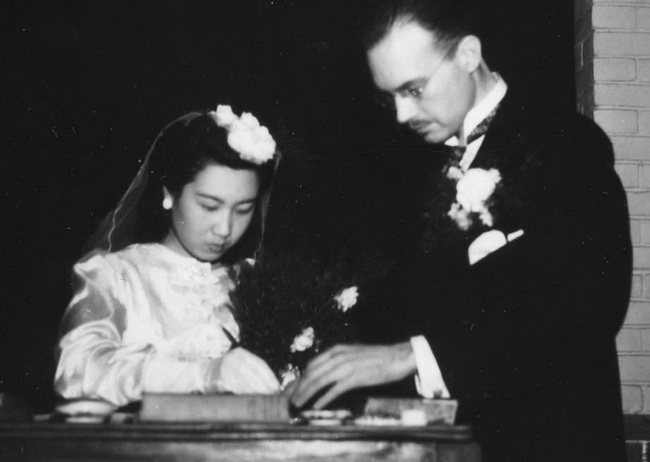
Huwelijk met Shui Shifang (Chongqing, 1943)

Hij publiceerde over Chinese inktstenen, schilderkunst, muziek en de gibbon. Zelf beoefende hij de Chinese kalligrafie en speelde hij de guqin, de qin (琴). Van zijn wetenschappelijke werken werden zijn studies van het seksuele gedrag in de Chinese oudheid het meest bekend. Zijn wetenschappelijke bijdragen werden erkend door zijn benoeming tot lid van de Koninklijke Nederlandse Akademie van Wetenschappen (KNAW), en een hoogleraarschap te Kuala Lumpur.
Van Guliks bekendste werken zijn echter de zestien Rechter Tie detectives. Deze werden door hem eerst in het Engels geschreven en later door hemzelf naar het Nederlands bewerkt. Ook illustreerde hij deze verhalen zelf met eigen tekeningen in Chinese stijl. Rechter Tie is een historische figuur die leefde in de Tang-dynastie. In de 18e eeuw is al over hem gepubliceerd, Dee Goong An (letterlijk: zaken van Rechter Tie), door Van Gulik ten dele vertaald als Dee Goong An, an Ancient Chinese Detective Story.
Robert van Gulik vertaalde later een van de verhalen uit Dee Goong An in het Nederlands (De vergiftigde bruid). Daarna spoorde hij bekende detectiveschrijvers aan om verhalen over Rechter Tie te maken. Toen hij niemand daartoe bereid kon vinden, schreef hij zelf een serie. Van Guliks boeken beschrijven het leven in het China van Rechter Tie tot in de fijnste details.
Van Gulik stierf op 57-jarige leeftijd in Den Haag aan longkanker. Hij was op dat moment ambassadeur van Nederland in Japan. In de gemeente Zutphen, waar hij in 1910 werd geboren, is in de wijk Leesten een laan naar hem genoemd, de Robert van Guliklaan.

### Wetenschap
Onder meer
- An English-Blackfoot Vocabulary based on material from the Southern Peigans (Verhandelingen der Kon. Academie van Wetenschappen, Afd. Letterkunde, deel XXIX, no. 4 Amsterdam, 1930). (met C.C. Uhlenbeck).
- A Blackfoot-English Vocabulary (Verhandelingen der Kon. Academie van Wetenschappen, Afd. Letterkunde, deel XXXIII, no. 2, Amsterdam, 1934). (met C.C. Uhlenbeck).
- Hayagriva. The Mantrayanic aspect of horse-cult in China and Japan, 1935
- The Lore of the Chinese lute; an essay in ch'in ideology (Monumenta Nipponica Monographs, vol. 3, Sophia University Tokyo, 1941).
- Dee Goong An, Three murder cases solved by Judge Dee; vertaald uit het Chinees door Van Gulik (Toppan Printing Co., Tokyo, 1949)
- Pi-hsi t'u k'ao, Erotic Colour Prints of the Ming Period, with an essay on Chinese sex life from the Han to the Ch'ing dynasty, B.C. 206-A.D. 1644 (in eigen beheer, Tokyo, 1951).
- The Chinese Maze-Murders, 1956
- T'ang-yin pi-shih, 'Parallel cases from under the pear-tree' - A 13th Century Manual of Jurisprudence and Detection, Translated from the Original Chinese with an Introduction and Notes by R.H. van Gulik, Litt.D (Uitg Brill, Leiden, 1956)
- Chinese pictorial art as viewed by the connoisseur (Istituto Italiano per il Medio ed Estrema Oriente, Rome, 1958)
- Sexual Life in Ancient China. A preliminary survey of Chinese sex and society from ca. 1500 B.C. till 1644 A.D. (Brill, Leiden, 1961). In 2003 is een herdruk verschenen met een nieuwe inleiding en bibliografie door Paul R. Goldin, ISBN 90-04-12601-5.
- The gibbon in China. An essay in Chinese animal lore (Brill, Leiden, 1967)

### Rechter Tie-romans
Alle manuscripten werden in het Engels geschreven. De gegevens tussen haakjes verwijzen naar de literatuurlijst in de biografie van C. D. Barkman en anderen uit 1993; ze betreffen onder meer het jaar van de eerste publicatie.
In 1986-1990 verschenen vele romans van Van Gulik voor het eerst in het Duits, waardoor het in Duitstalige regio's tot een tweede opleving van interesse aan "Richter Di" kwam.
Onder veel meer
- Labyrint in Lan-fang/Labyrinth in Lang-Fang, 1956,1957 (eng. The Chinese Maze Murders, 1950 geschreven, uitgaven jap. 1950, chin. 1953, eng. 1956, dt. 1966 Mord im Labyrinth)
- Klokken van Kao-Yang/The Chinese Bell Murders, 1958 (eng. The Chinese Bell Murders, 1948–1951 geschreven, verschenen in afleveringen jap. 1955, als boek eng. en nederl. 1958, dt. 1964 Wunder in Pu-yang?)
- Fantoom in Foe-lai, 1958 (1962) (eng. The Chinese Gold Murders, 1956 geschreven, uitgaven nederl. 1958, eng. 1959, dt. 1986 Geisterspuk in Peng-lai)
- Het Chinese lakscherm, 1958/The Lacquer Screen, 1962 Lack (eng. The Lacquer Screen, 1958 geschreven, uitgaven eng., nederl. 1960, dt. 1990 Der Wandschirm aus rotem Lack)
- Nagels in Ning-tsjo, 1959 (eng. The Chinese Nail Murders, 1958 geschreven, uitgaven nederl. 1960, eng. 1961, dt. 1990 Nagelprobe in Pei-tscho)
- Meer van Mien-yuan, 1959 (1962) (eng. The Chinese Lake Murders, 1952–1957 geschreven, uitgaven 1959 nederl. 1959, eng. 1960, dt. 1990 Der See von Han-yuan)
- Zes zaken voor Rechter Tie, 1961
- Het rode paviljoen/The Red Pavilion, 1961 (eng. The Red Pavilion, 1959 geschreven, uitgaven eng., nederl. 1961, dt. 1965 Tod im Roten Pavillon)
- De parel van de keizer/The emperor's Pearl, 1963 (engl. The Emperor's Pearl, 1960 geschreven, uitgaven eng., nederl. 1963, dt. 1989 Die Perle des Kaisers)
- De nacht van de tijger, 1963 (eng. The Monkey and the Tiger, uitgaven nederl. 1964, eng. 1965, dt. 1988 Der Affe und der Tiger)
- Het spookklooster, 1963 (eng. The Haunted Monastery, 1958–1959 geschreven, uitgaven eng. 1961, nederl. 1962, dt. 1990 Nächtlicher Spuk im Mönchskloster)
- Vier vingers (boekenweekgeschenk 1964)
- Moord in Canton/Murder in Canton, 1964 (eng. Murder in Canton, 1961–1962 geschreven, uitg. nederl. 1964, eng. 1966, dt. 1988 Mord in Kanton)
- Het wilgenpatroon, 1966 (engl. The Willow Pattern, 1963 geschreven, nederl. in afleveringen 1964, als boek eng. 1965, dt. 1989 Mord nach Muster)
- Halssnoer en kalebas, 1967 (eng. Necklace and Calabash, 1966 geschreven, uitgaven eng., nederl. 1967, dt. 1987 Halskette und Kalebasse)
- Moord op het maanfeest, 1968 (1969)
- Het spook in de tempel, 1968 (1971) (eng. The Phantom of the Temple, 1965 naar een comic geschreven, uitg. eng. 1966, nederl. 1968, dt. 1989 Das Phantom im Tempel)
- Vijf gelukbrengende wolken, 1969
- De vergiftigde bruid, 1982 (1983)

### Overige fictie
- Een gegeven dag, een Amsterdams mysterie (Van Hoeve, 's-Gravenhage, 1963)

## Biografieën
- Wetering, Janwillem van de, Robert van Gulik. Zijn leven, zijn werk. Amsterdam (Loeb) 1989, ISBN 90-6213-899-3

Vertaling van Janwillem van de Wetering, Robert van Gulik. His Life His Work, Miami Beach (McMillan Publications) 1987, ISBN 09-6099-868-3, herdrukt in 1998 (New York Soho Press, Inc.) ISBN 15-6947-124-X
- Barkman, C.D. en H. de Vries-van der Hoeven, Een man van drie levens. Biografie van diplomaat/schrijver/geleerde Robert van Gulik, Amsterdam (Forum) 1993, ISBN 90-225-1650-4.
- Huysmans, M. (red.), Robert van Gulik 1910-2010, Zeeland NB (Boekerij De Graspeel) 2010, ISBN 978-94-90971-01-4

### Over Robert van Gulik en prof. C. C. Uhlenbeck
- Eggermont-Molenaar, Mary, with contributions of Alice Kehoe, Inge Genee and Klaas van Berkel. Montana 1911, A Professor and his Wife among the Blackfeet. Calgary: University of Calgary Press. Lincoln: University of Nevada Press, 2005.

## Bibliotheek en persoonlijk archief
Een deel van de bibliotheek van Robert van Gulik werd in 1977 door de erfgenamen verkocht aan het Sinologisch Instituut van de Universiteit Leiden en in 2016 ondergebracht bij de Universitaire Bibliotheken Leiden.
Het persoonlijk archief en de collectie van Robert van Gulik werd door zijn erfgenamen in 2022 en 2023 geschonken aan dezelfde instelling.